# Prionus arenarius
Prionus arenarius är en skalbaggsart som beskrevs av Hovore 1981. Prionus arenarius ingår i släktet Prionus och familjen långhorningar. Inga underarter finns listade i Catalogue of Life.